# Гаджи Челеби
Гаджи Челеби хан — хан, полководец и политический деятель. В середине XVIII века Гаджи Челеби основал самостоятельное Шекинское ханство на территории, расположенной ныне на северо-западе современной Азербайджанской Республики, выведя его из-под контроля Надир-шаха.

## Биография

### Происхождение
Гаджи Челеби имел знатное происхождение. Одним из ближайших и значительнейших предков Гаджи Челеби был Дервиш Мухаммед хан, наследственный правитель шекинской области. Во время его правления, то есть в первой половине XVI века, иранские шахи из династии Сефевидов путём завоевания присоединили к своему государству Ширван. В седьмом поколении от Дервиш-Мухаммед-хана родился у Курбана сын по имени Челеби. Энциклопедический словарь Брокгауза и Ефрона приводит предание, называющее Гаджи Челеби внуком армянского священника, принявшим ислам. Грузинский царь Ираклий II в письме Никите Панину сообщает, что у Гаджи Челеби, деда тогдашнего хана Шеки, отец был армянским священником, перешедшим в ислам. В анонимной записке по Восточному Закавказью 1840-х годов говорится, что 95 лет назад шекинским ханом был Гаджи Челеби, происходящий из армянских поселян. В таком случае, если Челеби действительно был армянин, то он должен был принять ислам, чтобы стать хаджи.
Гаджи Сеид Абдул-Гамид, автор «Родословной шекинских ханов» называет Гаджи Челеби, потомком в двенадцатом поколении Кара-Кешиша. Согласно этой родословной отцом Гаджи Челеби был Кетхуда-Курбан, дедом — Али-Джан-бек, а предком в шестом поколении — правитель Шеки Дервиш Мухаммед хан.
Керим-ага Фатех, сын шекинского хана Фатали-хана Шекинского, настоящий автор «Истории шекинских ханов», изданный В. Дорном, ошибочно под авторством Гаджи Абдул-Латиф Эфенди, в своем сочинении также утверждает о дальнем родстве Гаджи Челеби, с Кара-Кешиш оглу.
В V томе сборника «Акты, собранные Кавказской археографической комиссией» (1873 год) в родословной таблице также указывается на происхождение Гаджи Челеби, от Кара-Кешиша, жившего в 1444 году. И. П. Петрушевский, утверждает, что династия Кара-Кешиш оглу правила Шеки ещё в 1444—1551 гг. вплоть до его низложения шахом Тахмасибом, а также ссылаясь на Абд-ал-Лятиф-эфенди, отмечает, что «основатель династии, Али-Джан (1444—1457) был незнатного происхождения, из омусульманенной, прежде христианской (удинской или армянской) семьи.» Существуют некоторые указания на то, что Челеби был потомком ширваншахов и имел знатное происхождение.

### Ранние годы
قد بنى هذا المسجد الشريف الحاج چلپهء:
سلطان ابن قربان حاكم شكى امير الشروان
فى شهر الله المبارك رمضان فى تاريخ سنة 
1162
(Построил эту высокую мечеть аль-Гаджи Челеби
Султан б. Курбан — правитель Шеки, Амир Ширвана
в благословенном месяце Аллаха, Рамадане, 1162 год)

Надпись была найдена А. А. Алескерзаде в 1936 году над родником близ мечети Гилек… Трехстрочная надпись была прочитана в следующем порядке:
قد بنى هذا المسجد الشريف الحاج چلپهء:سلطان ابن قربان حاكم شكى امير الشروانفى شهر الله المبارك رمضان فى تاريخ سنة 1162
(Построил эту высокую мечеть аль-Гаджи Челеби
Султан б. Курбан — правитель Шеки, Амир Ширвана
в благословенном месяце Аллаха, Рамадане, 1162 год)

В начале 40-х годов XVIII века он принимает участие в войне против центральной персидской власти. Зимой 1740 года Надир-шах сперва предпринял поход в Дагестан. Так пишет Мухаммад Казим — автор «Наме-йи алам-ара-йи Надири», что в Дагестане кара-кайтакец Челеби бороться против Надир шаха. Из людей Гаджи Челеби, 500 семья и попали в плен. Уже в 1743 году его имя упоминается в убийстве наместника Надир-шаха, правителя Шеки Мелик Наджафа. Надир-шах, чтобы привести в повиновение шекинцев, 1744 году с большой армией напал на Шеки и четыре месяца держал в осаде крепость Гелярсан-Гёрарсан, где укрывался Гаджи Челеби. С названием этой крепости, которая в переводе с тюркского означает «Придешь — увидишь», связан интересный исторический эпизод Шекинского ханства. На предложение сдаться Гаджи Челеби отправил ответ Надир-шаху в угрожающей форме: «Придешь — увидишь». Взъяренный Надир-шах не ожидал такого ответа и решил осадить крепость, но взять её не смог и отступил. После этого крепость так и называют «Гелярсян — Гёрарсан». По приказу Надир-шаха остальная часть города была разрушена.
В феврале 1745 года Надир-шах совершил второй поход в Шеки. И на этот раз никакого успеха при осаде крепости Гелесен-Гересен не имел. В мае он оставил Шекинскую область. Но осажденные были в тяжёлом положении, сказалась продолжительная осада и голод.
В марте 1746 года Гаджи Челеби с некоторыми шекинскими жителями приехал к Надир-шаху и просил простить им их враждебные против него действия. Надир-шах простил пришедших с повинной и назначил в шекинскую область правителем Мелика Джафара — племянника Мелика Наджафа.

### Правление
После смерти Надир-шаха в течение короткого времени в Азербайджане (историческая область южнее реки Аракс) и в Закавказье оформился ряд ханств. Гаджи Челеби снова стал шекинским ханом.
С приходом к власти Гаджи Челеби Шеки переживает небывалый подъём. Улучшается жизнь народа. Предание свидетельствует о том, что Гаджи Челеби-хан был рачительным хозяином и упорядочил налоговые поступления. Известно также, что он построил в столице ханства — Нухе (ныне Шеки), здания общественного назначения: мечеть, медресе, баню. В надписи, исполненной на мраморе, которая была укреплена на выстроенной им в Нухе мечети, Гаджи Челеби так обозначил свой титул: «Гаджи Челеби султан, сын Курбана, хаким (правитель) Шеки, эмир (то есть правитель или повелевающий) Ширваном. Дата — 1162 г. х. — 1748—1749 гг. н. л.». Параллельно Гаджи Челеби производит дополнительную мобилизацию и реформирует свою армию, и слухи об усилении военной мощи Шекинского ханства распространяются по другим ханствам Закавказья. Некоторые беки соседних ханств просят его о помощи, что порождает неприятие со стороны соседних ханов. Так, в 1748 году, Панах-хан Карабахский, Гейдаргули-хан Нахичеванский, Шахверди-хан Гянджинский и Казым-хан Карадагский затевают заговор против Гаджи Челеби и договариваются об объединении усилий. Об этом становится известно царю соседней Грузии Теймуразу II, который, приглашая четырёх ханов к себе в гости, пленит их.
Получив известие об этом, Гаджи Челеби со своим войском выдвигается на помощь к своим бывшим недругам. В июне 1752 года начинается военное столкновение войска Гаджи Челеби и Ираклия II, в результате которого грузинское войско отступает к Тифлису. Войско Шекинского ханства занимает Борчалы, и Гаджи Челеби назначает на территории от Гянджи до Борчалы своего наместника — Агакиши-бека. Впоследствии, в 1755 году, Гаджи Челеби в попытке установить свою гегемонию над Ширванским ханством терпит поражение от Гусейнали-хана Губинского, и результатом этого поражения становится упадок мощи Шекинского ханства.